# Rod quadrat
El rod quadrat és una unitat de superfície derivada del rod que normalment s'usa en els camps agrícoles per al mesurament de longituds dels filferros de les tanques. Per exemple: El filferro de pues es ven en 80 rods (1/4 milla), i el "filferro del camp" es ven en rotllos de 20 rods. Els termes pole, perch i rod (aquest últim en català significa vara) s'usen com a unitats de superfície, i el Perch també s'usa com una unitat de volum. Atès que un rod és igual a 16,5 peus, hi ha 40 rods quadrats en un rood, i 160 rods quadrats equivalen a un acre. El rod normalment era anomenat Perch o pole. Confusament, es va usar com una unitat de superfície, però que va significar un rood. Òbviament, les interpretacions regionals de rod donen resultats diferents.

## Equivalències
- 39.204 polzades quadrades
- 272,25 peus quadrats
- 30,25 iardes quadrades
- 0,025 roods
- 0,00625 acres
- 0,0000390625 homesteads